# Station Vedbæk
Station Vedbæk is een treinstation in Rudersdal, Denemarken.
Het station is geopend op 2 augustus 1897. Het station wordt bediend door treinen van de spoorlijn Kopenhagen - Helsingør.
Van 1900 tot 1921 was dit ook het eindpunt van de spoorlijn Lyngby - Vedbæk.
0,0: Københavns Hovedbanegård ·
Vesterport ·
1,5: Nørreport ·
3,1: Østerport ·
Nordhavn ·
Svanemøllen ·
7,8: Hellerup ·
10,3: Charlottenlund ·
Ordrup ·	
13,3: Klampenborg · 
16,2: Springforbi · 	
18,8: Skodsborg ·
22,1: Vedbæk ·
26,1: Rungsted Kyst ·
29,1: Kokkedal ·
32,5: Nivå ·
36,3: Humlebæk ·
40,0: Espergærde ·
42,7: Snekkersten ·
46,2: Helsingør
0,0: Jægersborg · Nørgårdsvej · Præstevang · Lyngby Lokal · 1,7: Smedebakken · 2,3: Slotsparken · 2,8: Fuglevad · Borrebakken ·  3,9: Brede · 4,9: Ørholm · Lundtofte · 6,1: Ravnholm · Egevang · Nærum · Skodsborgvej · 8,8: Rundforbi · 10,3: Frydenlund · 12,1: Vedbæk